# Ângelo Carvalho
Pour les articles homonymes, voir Carvalho.
Ângelo Ferreira Carvalho est un footballeur portugais né le 3 août 1925 et mort le 8 octobre 2008. Il évoluait au poste de défenseur.

## Biographie

### En club
Ângelo Carvalho joue dans les clubs du FC Porto et du SC Salgueiros. Il dispute un total de 233 matchs en championnat portugais.

### En équipe nationale
International portugais, il reçoit 15 sélections en équipe du Portugal entre 1950 et 1955, sans inscrire de but,.
Il joue son premier match en équipe nationale le 9 avril 1950 dans le cadre des éliminatoires de la Coupe du monde 1950 contre l'Espagne (match nul 2-2 à Oeiras).
Son dernier match a lieu le 22 mai 1955 en amical contre l'Angleterre (victoire 3-1 à Oeiras).